# 德尔芬莫雷拉
德尔芬莫雷拉是巴西米纳斯吉拉斯州的一个市镇。总面积408.181平方公里，总人口8052人，人口密度19.7人/平方公里。